# Catoblepia xanthicles
Espèce
Catoblepia xanthicles est une espèce de lépidoptères (papillons) de la famille des Nymphalidae et de la sous-famille des Morphinae et du genre  Catoblepia.

## Dénomination
Catoblepia xanthicles a été décrit par Frederick DuCane Godman et Osbert Salvin en 1881 sous le nom initial d' Opsiphanes xanthicles.

### Sous-espèces
- Catoblepia xanthicles xanthicles ; présent au Costa Rica et au Panama.
- Catoblepia xanthicles belisar (Stichel, 1904) ; présent en Bolivie
- Catoblepia xanthicles cyparissa Fruhstorfer, 1907 ; présent en Colombie
- Catoblepia xanthicles mercedensis (Bristow, 1981) ; présent au Pérou.
- Catoblepia xanthicles occidentalis (Bristow, 1981) ; présent en Équateur
- Catoblepia xanthicles orientalis (Bristow, 1981) ; présent au Pérou.
- Catoblepia xanthicles paraensis (Bristow, 1981) ; présent au Brésil.
- Catoblepia xanthicles sosigenes (Fruhstorfer, 1913) ; présent en Guyane[1].

### Noms vernaculaires
Catoblepia xanthicles se nomme Xanthicles Owl-Butterfly ou Xanthicles Giant Owlen anglais,.

## Description
Catoblepia xanthicles est un papillon d'une envergure d'environ 70 mm, aux ailes antérieures à bord costal bossu et bord externe concave. Le dessus des ailes est de couleur marron avec aux ailes antérieures une bande orange en quart de cercle qui va de la moitié du bord costal à l'angle externe. Les ailes postérieures sont marron avec une marge orange.
Le revers est marron marbré de nacré avec un ocelle à l'apex des ailes antérieures et, aux ailes postérieures, deux gros ocelles l'un orange et l'autre beige nacré cerné d'orange.

## Écologie et distribution
Catoblepia xanthicles est présent au Costa Rica, au Panama, en Colombie, en Bolivie, en Équateur, au Pérou, au Brésil et en Guyane.

### Protection
Pas de statut de protection particulier